# 내 마음에 노을 질 때
《내 마음에 노을 질 때》(영어: The Sunset In My Heart)는 하 수상이 대한민국에서 발매한 첫 번째 정규 앨범이다. 하 수상은 2012년 싱글음반 《시절이 하 수상하니》를 발매하며 5인조 블루스 밴드로 데뷔하였지만, 멤버인 민경환과 김택형이 탈퇴하며 3인조로 개편하였다. 이후 리더 이기현은 프로듀싱 및 작곡, 편곡, 보컬, 시퀀싱, 피아노, 오르간, 드럼 연주까지 맡아 이 음반을 완성한다. 데뷔 싱글 《시절이 하 수상하니》에 수록되었던 〈되는게 없어〉와 〈기도〉는 이 앨범에 수록되지 않았다.

## 주요곡
- 외롭다 : 정규 1집 타이틀 곡(3번 트랙)으로 레게음악을 하 수상만의 그루브로 재해석한 곡이다. 사무치는 외로움에 대한 허무와 자조 그리고 상념을 노래하고 있으며, 뮤직비디오는 9월 일본 가나자와 재즈스트리트 (일본어: 金沢ジャズストリート) 2014 참가 당시 촬영되었다.
- 선리(禪理) 가는 길 : 선에서 이치를 깨닫고 고향으로 향한다는 내용. 여기서 선리(禪理)는 임정우 실제 고향이기도 하다.
- 급변하는 사회에 더 이상 놀랄 일이 없네 : 작금의 현실에 만연하는 인간성 상실과 도덕적 해이에 대한 비판과 냉소.
- 내 마음에 노을 질 때 : 앨범명과 동명의 곡으로 방황하는 청춘들의 이야기를 담고 있다.
- 바보가 되었네 : 내가 배워온 것과 내가 살고 있는 사회와의 간극에 대한 좌절과 슬픔.
- 손에 손 잡고 : 1988년 서울 올림픽의 공식 주제곡 손에 손 잡고와 동명의 곡으로 대한민국이 처한 분단의 현실을 연인관계에 빗대어 노래한 곡이다.

## 수록곡
| #            | 제목                                       | 작사         | 작곡         | 편곡  | 재생 시간 |
| ------------ | ------------------------------------------ | ------------ | ------------ | ----- | --------- |
| 1.           | 〈세월이 하 수상하니〉                     | 임정우       | 임정우       | 1:12  |           |
| 2.           | 〈선리(禪理) 가는 길〉                     | 임정우       | 임정우       | 2:48  |           |
| 3.           | 〈외롭다〉                                 | 선미킴       | 선미킴       | 3:30  |           |
| 4.           | 〈급변하는 사회에 더 이상 놀랄 일이 없네〉 | 임정우       | 임정우       | 3:33  |           |
| 5.           | 〈내 마음에 노을 질 때〉                   | 임정우       | 임정우       | 5:10  |           |
| 6.           | 〈바보가 되었네〉                          | 선미킴       | 선미킴       | 3:58  |           |
| 7.           | 〈그대만 알죠〉                            | 임정우       | 이기현       | 5:26  |           |
| 8.           | 〈손에 손 잡고〉                           | 임정우       | 이기현       | 3:23  |           |
| 9.           | 〈Gossip〉                                 | 선미킴       | 선미킴       | 4:17  |           |
| 총 재생 시간 | 총 재생 시간                               | 총 재생 시간 | 총 재생 시간 | 33:17 |           |